# David Berger (Judaist)
David Berger (* 24. Juni 1943) ist ein US-amerikanischer Judaist. Er ist Dekan der Bernard Revel Graduate School of Jewish Studies der Yeshiva University sowie Vorsitzende der Abteilung für Jüdische Studien des Yeshiva College. Er ist Autor verschiedener Bücher und Essays über die jüdische Apologetik und Polemik des Mittelalters sowie der modernen kritischen Ausgabe des mittelalterlichen Polemiktextes Nizzahon Vetus. Außerhalb der akademischen Kreise ist er am bekanntesten für das Buch, The Rebbe, the Messiah, and the Scandal of Orthodox Indifference, eine Kritik des Chabad-Messianismus.

## Leben
Er wuchs in Brooklyn auf, wo er die Jeschiwa von Flatbush für Grund- und Oberschule besuchte. Er erhielt 1964 einen Bachelor-Abschluss vom Yeshiva College; er studierte Classics und war Valedictorian. Danach ging er an die Columbia University, wo er 1965 einen Master of Arts und 1970 seinen Doktor der Philosophie ablegte. Er erhielt die rabbinische Ordination vom Rabbi Isaac Elchanan Theological Seminary und ist Mitglied des Rabbinical Council of America, der offiziellen Organisation der modernen orthodoxen Rabbiner. 
Bevor er prominenter Chabad Kritiker wurde, war er vor allem als Experte für interreligiösen Dialog und mittelalterliche jüdisch-christliche Debatten bekannt. Er hat Kommentare zu den Erklärungen der römisch-katholischen Kirche über die Beziehungen zu anderen Religionen Nostra aetate (verkündet 1965) und Dominus Iesus (verkündet 2000) und Rabbi Joseph Ber Soloveitchik Konfrontation geschrieben. Die Orthodox Union (OU) bat ihn, eine Antwort auf den breiteren ökumenischen Dabru Emet (2000) zu schreiben und diese Antwort wurde anschließend als offizielle Position der OU angenommen. Er hat auch einen Aufsatz über Jacob Katz’ Ansichten zur mittelalterlichen jüdisch-christlichen Debatte in dem Buch Pride of Jacob beigesteuert.

## Chabad Kontroverse
Bergers 2001 Buch, das Lubawitscher-Messianismus als gerade was Juden durch die Generationen als klassischer, christlicher Stil falscher Messianismus gesehen haben machte, machten ihn zu einer führenden Stimme in der Kritik von Chabad. Berger argumentiert, dass der Chabad-Messianismus über die traditionellen halachischen Grenzen des orthodoxen Judentums hinausgeht bis zu dem Punkt, dass orthodoxe Juden nicht an Minjan mit Chabad Juden teilnehmen sollten.

## Schriften (Auswahl)
- mit Michael Wyschogrod: Jews and “Jewish Christianity”. KTAV Publ. House, New York 1978, ISBN 0-87068-675-5.
  - als Mikhail Ryzhik (Übersetzer) mit Michael Wyschogrod: Evrei i “iudeokhristianstvo”. KTAV Publ. House, New York 1991, ISBN 0881253847.
  - mit Michael Wyschogrod: Jews and “Jewish Christianity”. A Jewish response to the missionary challenge. Jews for Judaism, Toronto 2002, OCLC 79075215.
- als Herausgeber: The Jewish Christian Debate in the High Middle Ages. A Critical Edition of Niẓẓaḥon Vetus (= Judaica. Texts and translations. Band 4). Jewish Publ. Soc. of America, Philadelphia 1979, ISBN 0-8276-0104-2.
  - als Herausgeber: The Jewish-Christian debate in the high Middle Ages. A critical edition of the Nizzahon vetu. Jason Aronson, Northvale 1996, ISBN 1-56821-919-9.
- als Herausgeber: The legacy of Jewish migration 1881 and its impact. Social Science Monographs, Brooklyn College Press, New York 1983, ISBN 0-88033-026-0.
- als Herausgeber: History and hate. The dimensions of Anti-semitism. Jewish Publication Society, Philadelphia 1986, OCLC 970963644.
  - als Herausgeber: History and hate. The dimensions of Anti-semitism. Jewish Publication Society, Philadelphia 1997, ISBN 0827606362.
- als Herausgeber mit Gerald J. Blidstein und Shnayer Z. Leiman: Judaism’s encounter with other cultures. Rejection or integration? Jason Aronson, Northvale 1997, ISBN 0-7657-5957-8.
- From crusades to blood libels to expulsions. Some new approaches to medieval antisemitism. Touro College, Graduate School of Jewish Studies, New York 1997, OCLC 37975145.
- The Rebbe, the Messiah, and the Scandal of Orthodox Indifference. Littman Library of Jewish Civilization, Portland 2001, ISBN 978-1-874774-88-4.
  - הרבי מלך המשיח : שערוריית הװןײדישות, והװןײיום על װןײמונת ישרװןײל. Urim, Jerusalem 2005, OCLC 81306361.
  - The Rebbe, the Messiah, and the Scandal of Orthodox Indifference. Littman Library of Jewish Civilization, Portland 2008, ISBN 978-1-904113-75-1.